# Zygmunt Szymanowski (bakteriolog)

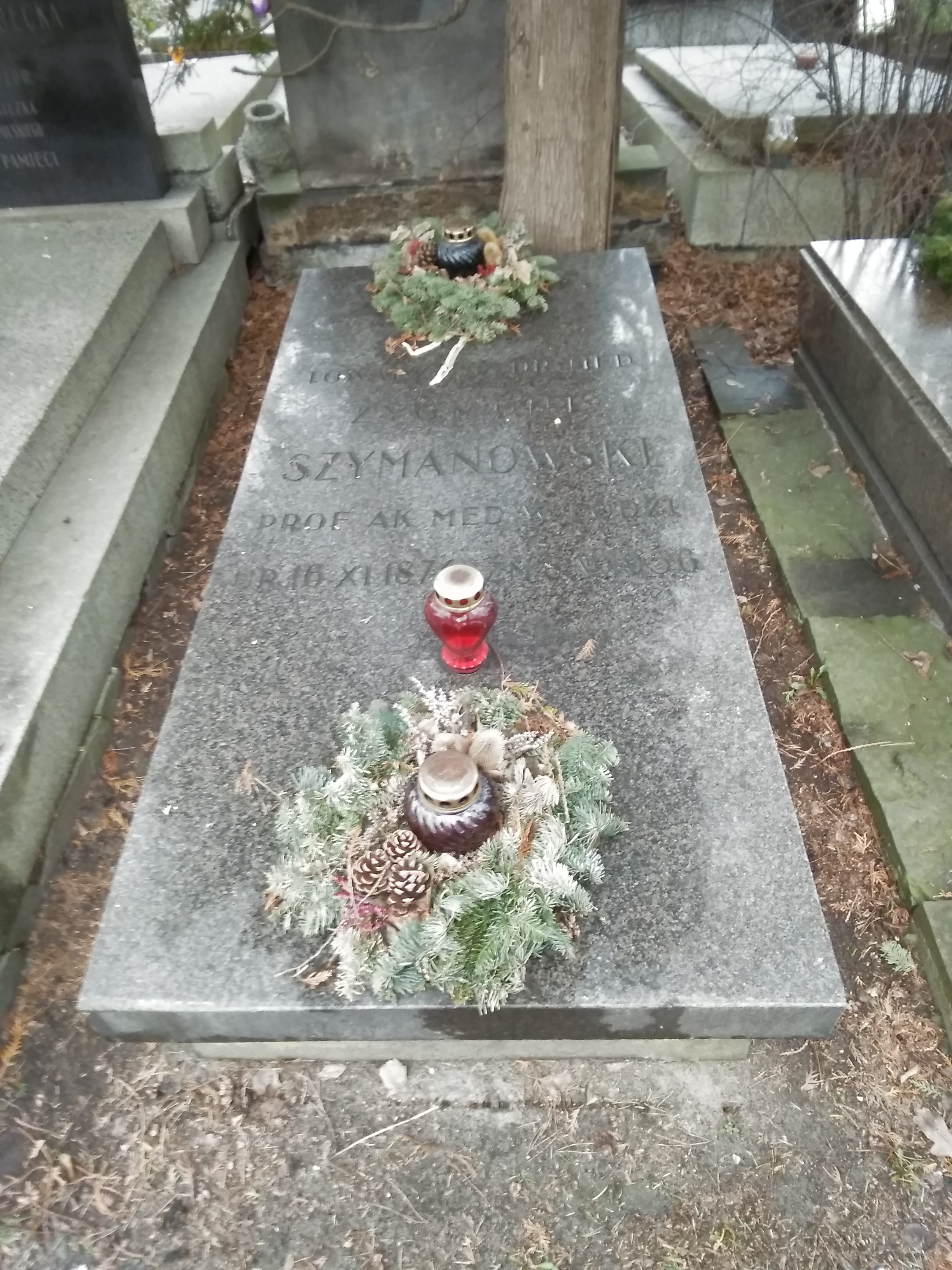
Grób Zygmunta Szymanowskiego na Cmentarzu Wojskowym na Powązkach

Zygmunt Szymanowski (ur. 16 listopada 1873 w Warszawie, zm. 8 maja 1956 w Łodzi) – polski lekarz i mikrobiolog, profesor zwyczajny, nauczyciel akademicki, dziekan Wydziału Lekarskiego Uniwersytetu Łódzkiego, działacz społeczny, działacz PPS, żołnierz Legionów Polskich podpułkownik–lekarz Wojska Polskiego, czterokrotnie odznaczony Krzyżem Walecznych, w Polsce Ludowej poseł Krajowej Rady Narodowej oraz na Sejm Ustawodawczy (1947–1952), członek Komitetu Centralnego Polskiej Zjednoczonej Partii Robotniczej od jej powstania aż do swojej śmierci.

## Życiorys
W Warszawie ukończył gimnazjum w 1891, uzyskując świadectwo dojrzałości ze złotym medalem. W latach 1891–1897 studiował na Wydziale Lekarskim Uniwersytetu Warszawskiego, uzyskując tytuł doktora wszech nauk lekarskich, następnie specjalizował się w zakresie fizjologii na Uniwersytecie w Lipsku. W 1899 został asystentem w katedrze fizjologii w Uniwersytecie we Fryburgu, w 1900–1902 odbył staż w szpitalach miejskich oraz na Uniwersytecie Berlińskim. Po powrocie do Polski pracował w Warszawie jako lekarz towarzystwa asekuracyjnego „New York Life Insurance Company”. W 1907 rozpoczął pracę w Zakładzie Mikrobiologii i Weterynarii Uniwersytetu Jagiellońskiego, w 1909 nostryfikował dyplom lekarski, w 1910 wyjechał na studia bakteriologiczne w Cesarskim Urzędzie Zdrowia. Latem 1914 wyjechał celem zapoznania się z hodowlą krętka bladego do Wrocławia, jednakże po dwóch tygodniach został wydalony z terenu Prus. Po I wojnie światowej objął w 1922 katedrę bakteriologii i higieny Uniwersytetu Warszawskiego i tam 26 stycznia 1923 został docentem bakteriologii, 1 kwietnia 1923 profesorem nadzwyczajnym, natomiast 1 września 1936 profesorem zwyczajnym. W okresie okupacji niemieckiej wykładał na tajnym Uniwersytecie Warszawskim, organizował pomoc dla Żydów, a po kapitulacji powstania warszawskiego opuścił Warszawę. W 1945 rozpoczął pracę na Uniwersytecie Marii Curie-Skłodowskiej w Lublinie, w tym samym roku przeniósł się Łodzi, gdzie pracował na wydziale lekarskim Uniwersytetu Łódzkiego, natomiast od 1950 objął katedrę bakteriologii w utworzonej Akademii Medycznej w Łodzi. W 1952 został członkiem tytularnym Polskiej Akademii Nauk. Na początku 1956 ze względu na pogarszający się stan zdrowia odszedł na emeryturę.
Zmarł w Łodzi, został pochowany 11 maja na Cmentarzu Wojskowym na Powązkach (kwatera B2 rząd 7 grób 26).

## Działalność polityczna
Zygmunt Szymanowski od 1900 był związany z Polską Partią Socjalistyczną (PPS), podczas pobytu w Berlinie współpracował również z Gazetą Robotniczą. W 1905 poparł strajk powszechny w Królestwie Polskim, został aresztowany i zesłany do Kijowa, po sześciu miesiącach powrócił nielegalnie na ziemie polskie. W 1905 uczestniczył w IX Zjeździe PPS w Wiedniu i w wyniku rozłamu przystąpił do PPS – Lewica do której należał w latach 1906–1907. W latach 1915–1919 był członkiem PPS – Frakcja Rewolucyjna. W latach 1930–1939 był wiceprezesem Ligi Obrony Praw Człowieka i Obywatela, a w 1941 roku został współzałożycielem organizacji Polscy Socjaliści. Po wkroczeniu Armii Czerwonej na ziemie polskie został posłem Krajowej Rady Narodowej, a po wyborach parlamentarnych w 1947 roku posłem na sejm z ramienia PPS. Po włączeniu PPS do PZPR w 1948 został jej członkiem i od 22 grudnia 1948 aż do swojej śmierci był członkiem KC PZPR.

## Służba wojskowa
Po wybuchu I wojny światowej najprawdopodobniej zmobilizowany do Armii Austro-Węgier. Od lata 1915 podjął służbę w Legionach Polskich w szpitalu legionowym w Kamieńsku, następnie w zakładach sanitarnych II Brygady oraz III Brygady na froncie wołyńskim, a w 1916 w szpitalu I Brygady, a następnie w pracowni bakteriologicznej szpitala garnizonowego w Krakowie. Po kryzysie przysięgowym powrócił do pracy naukowej na Uniwersytecie Jagiellońskim. W 1918 wstąpił do Wojska Polskiego, od 1919 był kierownikiem Centralnej Pracowni Bakteriologicznej Szpitala Ujazdowskiego w Warszawie, gdzie zajmował się szkoleniem bakteriologów i laborantów dla wojska, był również członkiem Wojskowej Rady Sanitarnej. Po wojnie polsko-bolszewickiej zweryfikowany w stopniu podpułkownika lekarza i w 1922 przeniesiony do rezerwy. W okresie II wojny światowej związany ze Związkiem Walki Zbrojnej.

## Awanse
- podporucznik lekarz (22 listopada 1915)[2]
- porucznik lekarz (28 lutego 1916)[2]
- major lekarz (15 listopada 1918)[2]
- podpułkownik lekarz (ze starszeństwem od 1 czerwca 1919)[2]

## Ordery i odznaczenia
- Krzyż Walecznych - czterokrotnie[7]
- Krzyż Oficerski Orderu Odrodzenia Polski[7]
- Krzyż Komandorski z Gwiazdą Orderu Odrodzenia Polski[7]
- Krzyż Wielki Orderu Odrodzenia Polski[7]
- Order Sztandaru Pracy I klasy[7]
- Medal 10-lecia Polski Ludowej[7]

## Życie prywatne
Syn profesora ekonomii politycznej Uniwersytetu Warszawskiego Michała Alfreda Szymanowskiego i Michaliny Marii córki Jana Michała Szymanowskiego. Żonaty dwukrotnie, pierwsze małżeństwo z Władysławą Weychert (1874–1951), z którą miał jedną córkę Jadwigę (1910–1972), natomiast z drugą żoną Anną z Borkowskich nie miał dzieci.